# منطقه وومینگ
منطقه وومینگ (به لاتین: Wuming District) یک سکونتگاه مسکونی در جمهوری خلق چین است که در نان‌نینگ واقع شده‌است.

## خصوصیات
منطقه وومینگ ۳٬۳۷۸٫۳۶ کیلومترمربع مساحت و ۵۴۴٬۴۷۸ نفر جمعیت دارد.